# Matiasy (gmina)
Matiasy (lub Matjasy) – dawna gmina wiejska istniejąca do 1928 roku w woj. poleskim (obecnie na Białorusi). Siedzibą gminy były Matiasy.
W okresie zaborów nosiła gmina Murawiewska. Na początku okresu międzywojennego gmina Matjasy należała do powiatu prużańskiego w woj. poleskim. 1 stycznia 1926 roku gmina została przyłączona do powiatu kobryńskiego w tymże województwie.
Gminę zniesiono 18 kwietnia 1928 roku a jej obszar wszedł w skład nowo utworzonych gmin Tewle i Żabinka.